# Gringo

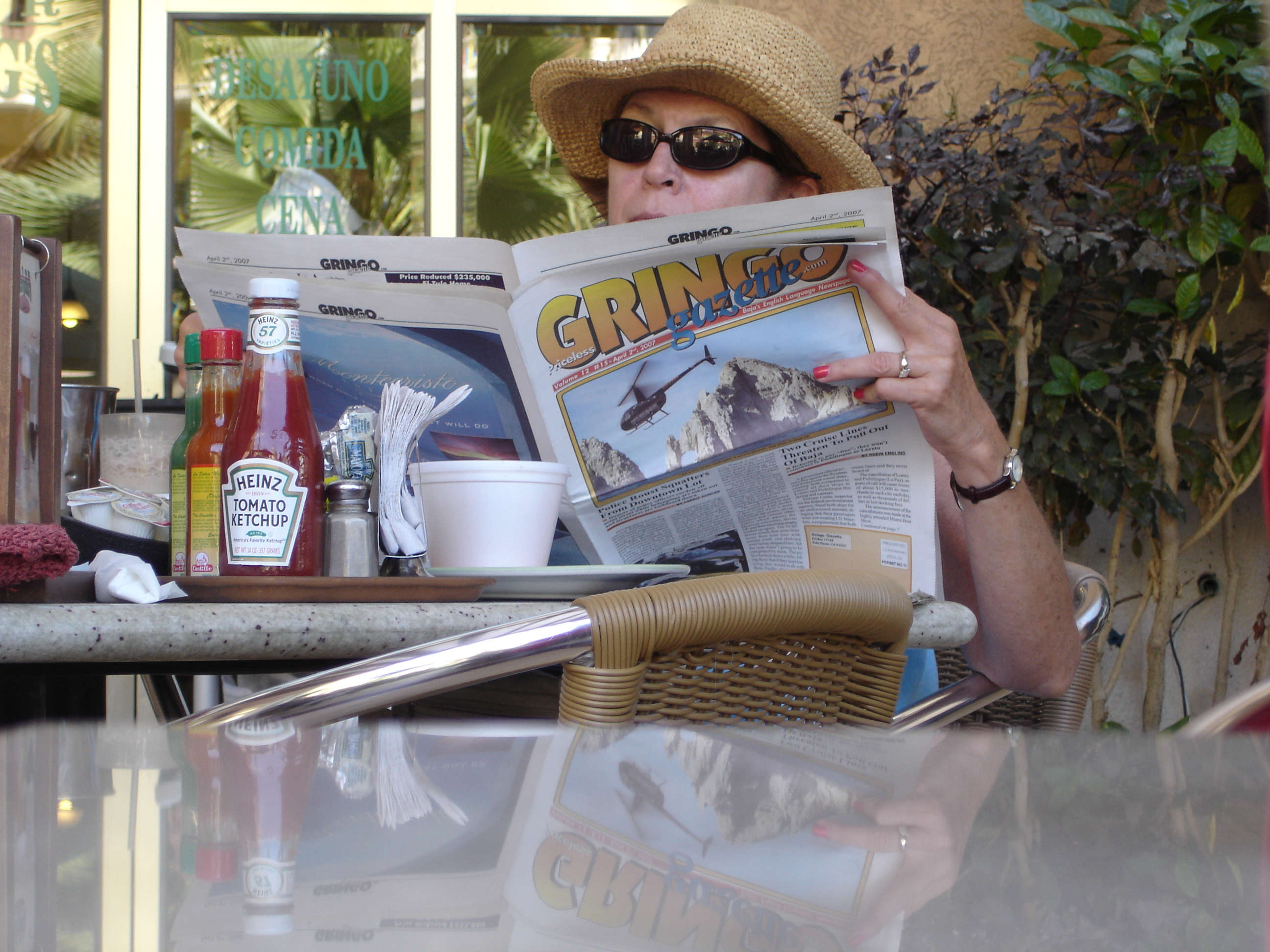
Donna statunitense che legge il Gringo Gazette a Cabo San Lucas.

Gringo è un termine ispano-portoghese di uso corrente in America Latina per designare in generale gli stranieri di diversa cultura, ma più in particolare gli anglofoni, soprattutto provenienti dagli Stati Uniti.
C'è disaccordo sul fatto che gringo sia o meno un termine dispregiativo. "The American Heritage Dictionary of the English Language" e altri dizionari inglesi classificano il termine come "gergo offensivo", "di solito dispregiativo" oppure "spesso dispregiativo". Il termine gringo si presta alcune volte a connotazioni dispregiative, paternalistiche o accattivanti, a seconda del contesto e dello scopo di chi la usa.
Comunque il termine di solito non è usato come dispregiativo, come nel caso dell'uso da parte di anglofoni. L'enunciazione della parola a volte può rivelare se è usata in modo dispregiativo o no a seconda del tono. Inoltre ci sono variazioni nella connotazione della parola da Paese a Paese all'interno dell'America Latina, e tra gli Stati dell'America Latina e quelli anglofoni.

## Significato
- Paesi anglofoni: gli emigranti ispanici negli Stati Uniti occasionalmente usano il termine come sinonimo denigratorio di Anglo, sebbene la parola gabacho sia spesso usata al suo posto.[7]
- Messico, America centrale, ispanofoni nei Caraibi, Sud America: In queste aree la parola potrebbe significare nello specifico un cittadino degli Stati Uniti. In una popolare colonna, "Ask A Mexican" l'autore afferma che i messicani non chiamano "gringo" quelli del Nord America. Il termine adatto gabacho è usato dai nativi del Messico per riferirsi ai cittadini della Francia.[7]
- Nell'America centrale, la parola non è un dispregiativo, è usata solamente per riferirsi alle persone del Nord America. Nei Caraibi (specialmente Panama, Cuba e Repubblica Dominicana) il termine si riferisce ai cittadini degli Stati Uniti. Nella Repubblica Dominicana significa anche una catena di magazzini non gratis che vendono pollo (pollo gringo).[1] In Porto Rico, il termine si riferisce ai cittadini statunitensi sulla terraferma statunitense.
- In gran parte del Sud America, la parola non ha generalmente delle connotazioni dispregiative. In alcuni Stati può essere usato per riferirsi a un qualsiasi straniero che non parla spagnolo, ma in altri Stati è usato solo ed esclusivamente per i cittadini statunitensi.
- In Perù la parola gringo è spesso generalmente usata nella campagna (sierra) per tutti gli europei e nordamericani di pelle bianca. A Lima, capitale peruviana, gringo è usato anche per riferirsi ai peruviani bianchi, quindi non solo per i cittadini statunitensi. Non è usato in modo dispregiativo.
- In Argentina tale termine è usato per designare gli immigrati europei e in particolare quelli di ascendenza italiana (da qui il termine di Pampa gringa, una vasta regione situata nella parte centrale del Paese e colonizzata soprattutto da agricoltori provenienti dall'Italia settentrionale).
- In Brasile la parola gringo è usata per riferirsi agli stranieri di un qualsiasi Stato, non solo a quelli provenienti dagli Stati Uniti.[2]

## Etimologia
Secondo l'etimologista catalano Joan Coromines, gringo deriva da griego (termine spagnolo per "greco"), inteso come "lingua incomprensibile".
Dal riferirsi semplicemente alla lingua, griego-gringo sarebbe passato alle persone che la parlavano, nonché alle loro caratteristiche fisiche, parallelamente alla parola greca βάρβαρος (bárbaros), "barbaro, colui che parla lingua non-greca".

## Etimologie popolari
Ci sono molte etimologie popolari per questa parola, molte delle quali collegate all'esercito statunitense. Talune interpretazioni traggono l'origine della parola in "green-go" intendendo per green le divise americane e per "go" l'esortazione ad andarsene. Un'altra etimologia popolare riguarda il fatto che quando i soldati statunitensi andarono dai nativi la loro pelle diventasse di un color verdastro ed è per ciò che attribuirono il "green" del colore della pelle e il "go" di andare via.

### Guerra messico-statunitense
Un'etimologia ricorrente di gringo afferma che essa si è originata durante la Guerra messico-statunitense del 1846-48. Gringo deriverebbe da "green coat" (cappotto, copertura verde) ed era usata in riferimento ai soldati statunitensi e il colore verde (green) delle uniformi. Ancora un'altra storia, dal Messico, sostiene che i messicani che conoscevano la lingua inglese erano soliti scrivere "greens go home" (verdi andate a casa) sui muri delle strade riferendosi al colore delle uniformi degli invasori; in seguito, divenne un'azione comune per il resto della popolazione urlare "green go" quando passavano i soldati degli U.S.A.
Queste spiegazioni sono improbabili, poiché l'Esercito degli U.S.A. non usava uniformi verdi all'epoca, ma piuttosto quelle azzurre.
Un'altra affermazione sostiene che una delle due canzoni – "Green Grow the Lilacs" o "Green grow the rushes, O" – era molto popolare all'epoca e che i Messicani avevano sentito le truppe invasori statunitensi cantare "Green grow..." e contrassero questo in gringo.
Comunque, è ampiamente evidente che l'uso della parola precede la guerra messico-statunitense.

### Uniformi verdi durante gli altri conflitti armati
Un'altra versione della storia, sentita nel Brasile, si riferisce alla base dell'Esercito degli Stati Uniti vicino a Natal in Brasile durante la Seconda guerra mondiale. I soldati statunitensi, indossavano uniformi verdi, si suppone che fosse comandato loro "green, go!" dai loro sergenti durante l'addestramento.
L'etimologia "green go" può essere udita anche a Panamá, dove si dice che durante il tempo in cui l'Esercito degli U.S.A. occupava la Zona di Canale, le persone avrebbero gridato a lungo "Yankee go home!" (Yankee andate a casa!) quando partecipavano a proteste in casa.
Le storie della "Green coat" può essere sentita anche in molti altri stati latinoamericani, con numerose varianti. Alcune storie sono recenti come la Guerra del Vietnam. Altre storie attribuiscono il termine ad altri conflitti, tutti accaduti troppo tardi nella storia per rappresentare i primi impieghi della parola.

### Altre derivazioni dalla parola "green"
Nella Repubblica Dominicana si dice che il termine fosse un errore di pronuncia della parola "green gold" (oro verde), riferendosi al colore verde della moneta degli U.S.A., oltre alla corruzione dell'esclamazione: "green go!", detto per dar voce all'opposizione locale all'interno del contesto volubile di entrambi gli interventi militari degli Stati Uniti nell'isola. Un'altra interpretazione dà un giudizio generalizzato delle caratteristiche degli statunitensi: "they see 'green' (money) and they 'go' (after it)". (essi vedono 'verde' (moneta) e ci 'vanno dietro'.
Ancora un'altra versione, sentita anche in Brasile, afferma che quando i britannici stavano costruendo le ferrovie in Brasile nell'inizio del XX secolo, avrebbero insegnato agli abitanti locali come funzionano i semafori: red, stop; green, go (rosso, fermo; verde, vai). I britannici da allora in poi erano conosciuti come gringo.

## Altri usi
Nella cucina messicana, una gringa è una tortilla taco di farina con maiale speziato (carne al pastor), formaggio (per lo più Manchego, Chihuahua o oaxaca). La combinazione viene riscaldata sul comal prima che sia bollente e poi viene servito con della salsa. La farina per tortilla è bianca, con puntini marroni, simili alla pelle bianca con lentiggini.
Negli anni cinquanta in Messico, il conto di 50 pesos messicani era chiamato ojo de gringa ("occhio di gringa") poiché era azzurro.

### Gringolandia
Si registra l'uso del termine Gringolandia per indicare, spesso in modo denigratorio, gli Stati Uniti d'America. Il termine nasce dalla combinazione di gringo e il suffisso -landia, utilizzato nelle lingue neolatine per formare il nome di un territorio da quello dei suoi abitanti.
Un possibile motivo per ricorrere alla parola è che gli Stati Uniti d'America mancano di un nome alternativo all'ambiguo "America". Gringolandia servirebbe allo scopo, sebbene con uno sfondo ironico.

## Citazioni
(Ultime parole di Ambrose Bierce)